# Atari 1040 STE

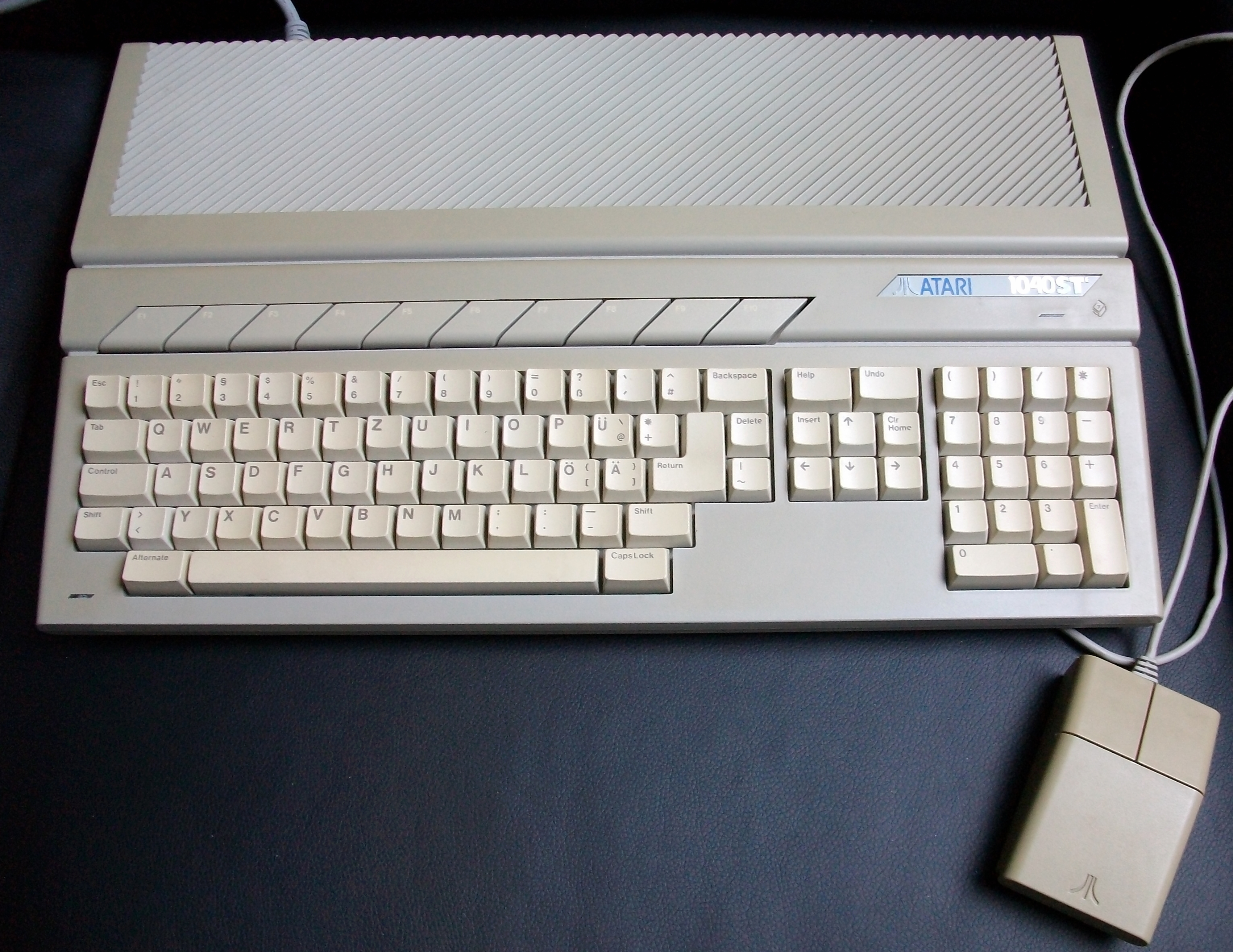
Atari 1040 STE

Der Atari 1040 STE ist ein Heimcomputer der Baureihe ST von Atari, der 1989 eingeführt wurde, um Marktanteile vom konkurrierenden Amiga zurückzuerobern. STE steht für ST Enhanced.

## Hardware
Im Vergleich zum Atari 1040 ST erhielt der STE u. a. folgende neue Eigenschaften:
- Betriebssystem TOS 1.06 (später 1.62) in 256 KiB ROM, bis auf einige zusätzliche Routinen zur Ansteuerung der STE-Hardware und der automatischen Initialisierung der Cookie-Jar identisch mit TOS 1.04 (192 KiB, auch „RainbowTOS“ genannt)
- eine Farbpalette von 4096 Farben (512 beim ST), jedoch nach wie vor nur 16 gleichzeitig darstellbar
- Genlock-Unterstützung
- DMA-8-bit-Stereosound mit bis zu 50-kHz-Digitalsound-Wiedergabe zusätzlich zu dem bereits im ST eingesetzten 3-stimmigen YM2149 Soundchip
- National LMC1992 zum Mischen der Klangausgabe mit separater Kontrolle von Gesamtlautstärke, Balance, Bässen und Höhen (integriert über ein Microwire-Interface)
- einfach zu erweiternde SIMM-Steckmodule für Speicher bis zu 4 MiB (vorher war meist Löteinbau für die Speichererweiterung nötig)
- gesockelter 68000 im PLCC-Gehäuse (ermöglichte steckbare Erweiterungen, allerdings inkompatibel zu bestehenden ST-Erweiterungen, die einen 68000 im DIL-Gehäuse voraussetzten)
- DIP-Schalter zum Konfigurieren bestimmter Grundfunktionen
- grafischer Koprozessor, den sogenannten Blitter (Füllrate 4 MB/s)
- horizontales und vertikales Hardware-Scrolling in allen Auflösungen
- erweiterte Joystickports, die auch Lichtgriffel und Drehregler unterstützten, zusätzlich zu den zwei auch im ST vorhandenen digitalen Joystick-Anschlüssen

Ansonsten ist das Gerät weitgehend mit dem 1040 STFM identisch. Gehäuse und Tastatur sind gleich, es finden sich weitgehend die gleichen Anschlüsse. Zusätzlich verfügt der STE über zwei analoge Cinch-Anschlüsse zur Tonausgabe in Stereo.

## Varianten
Neben der hier gezeigten und in Deutschland populärsten Variante 1040 STE war in Frankreich und Großbritannien auch der 520 STE recht populär, der sich nur im Speicherausbau vom 1040 STE unterschied. Da auch bei diesem Rechner SIMMs verwendet wurden, konnte der Rechner leicht auf 1, 2 oder 4 MiB aufgerüstet werden.
Ferner boten Händler den Rechner mit verschiedenem Ausbau des Hauptspeichers an und bewarben diese als 2080 STE oder 4160 STE. Von Atari selbst gab es zwar einen 4160 STE-Prototyp, dieser gelangte aber nie in den Handel und wurde vermutlich nur an Entwickler ausgeliefert.
Darüber hinaus plante Atari einen STE mit integriertem 80286-Prozessor, um einen IBM-PC-kompatiblen Computer anbieten zu können. Der Rechner sollte zusätzlich mit einer 40 MB großen 2,5"-Festplatte ausgerüstet werden, kam jedoch nie über den Status eines Prototyps hinaus.

## Geschichte
Das erste Mal wurde der STE auf der Atari-Messe im August 1989 der Öffentlichkeit vorgestellt.
Die Änderungen am Betriebssystem und die veränderten Farbregister für die erweiterte Palette brachten jedoch viele Inkompatibilitäten an bestehender Software, vor allem bei Spielen, mit sich. Zunächst unterstützten vor allem Public-Domain-Spiele und -Software den STE, z. B. Musikprogramme wie der ProTracker oder Audio Sculpture. Später nutzten auch kommerzielle Spiele, vor allem die des deutschen Entwicklers Thalion Software, die erweiterten Fähigkeiten des STE teilweise aus. Auch einige Demos, allen voran Braindamage der Gruppe Aggression, demonstrierten die multimedialen Stärken des STE. Erst gegen Ende der 16-Bit Ära erschienen kommerzielle Spiele, die nur auf dem STE lauffähig waren, z. B. Sleepwalker von Ocean, Obsession und Substation von Unique Development Sweden oder Stardust von Bloodhouse.
Zusammengefasst konnte der STE jedoch nur teilweise mit dem bereits lange existierenden Amiga technologisch gleichziehen, ihn aber nicht überholen. Der Amiga 500 blieb weiterhin die favorisierte Spieleplattform. Der 1040 STE blieb in den Verkaufszahlen deutlich hinter den Erwartungen zurück, unter anderem, da Atari in Deutschland scheute, den STFM durch den STE abzulösen und beide Systeme gleichzeitig – den STE zu einem höheren Preis – anbot.
Atari veröffentlichte 1991 mit dem MegaSTE eine für den semi-professionellen Einsatz gedachte Variante des STE, 1992 stellte Atari mit dem Falcon 030 den Nachfolger des 1040STE vor.

## Erweiterungen
Für den STE kam einige auf dieses Gerät zugeschnittene Hardware heraus, unter anderem folgende:
- Joypads für die erweiterten Joystickports in grau (analog zu den schwarzen des Atari Jaguar)
- Hypercache Turbo+, steckbarer 16 MHz Speeder mit 32 KiB Cache
- Sample Wizard/STE, Stereo-Soundsampler von Galactic für den Druckerport[4]
- PAK 68/3, Beschleuniger-Karte mit MC68030 (32 oder 50 MHz) von mw-Electronic[5]
- TwiSTEr, steckbare Multifunktionskarte mit 68000 (8 oder 16 MHz) und 68020 (8 oder 24 MHz), IDE Port, zwei USB Ports, Echtzeituhr, Flashrom, ATX Anschluss, 8 MB alternate RAM

## Der Atari STE heute
Heutzutage gibt es für klassische Computer, wie die Amiga- oder ST-Reihe, immer noch eine Fanbasis, die regelmäßig Spiele und Demos sowie Musik für diese Maschinen produziert. Die Atariszene nutzt den STE in fast allen Produktionen zumindest bei der erweiterten Farbpalette oder dem Digisound aus. Jedoch gibt es bis heute nur eine Minderheit, die sich dem STE intensiv oder ausschließlich widmet.